# 龙文区
龙文区是福建省漳州市下辖的市辖区，位于九龙江冲积平原，西鄰漳州市薌城區，東聯漳州台商投資區，北鄰長泰區，南鄰龍海區、漳州高新技術產業開發區，是漳州市核心城區之一，1996年5月31日设立，區政府駐藍田街道龍文南路。

## 历史
古属漳州府龙溪县。
1996年5月31日经国务院批准，析芗城区和龙海市部分区域设龙文区，于1997年7月正式成立。

## 行政区划
龙文区下辖6个街道、1个镇：东岳街道、步文街道、碧湖街道、景山街道、蓝田街道、朝阳街道、郭坑镇和蓝田经济开发区。 
其中东岳街道以芗城区划归龙文区的部分区域为行政区域，1997年获批设立，但至今未正式设立，辖区实际仍属芗城区。

## 人口
根據第七次全国人口普查數據，截至2020年11月1日零時，龍文區常住人口為301883人。

## 交通
- 鹰厦铁路。
- 324国道、 319国道、省道郊柏线、省道官九线、 沈海高速公路厦门-漳州段、 沈海高速公路漳州-诏安段、 漳龙高速公路。

## 旅游景点
- 朝阳镇虎林山古人类遗址
- 云洞岩：福建省级风景名胜区，有朱熹、林钎等历史名人的摩崖石刻180多处，有“闽南第一碑林”的提法。
- 万松关：
- 瑞竹岩
- 石室岩
- 扶摇关帝庙
- 江东桥：古代名桥，其建造技术仍是中国桥梁建筑史上的未解之谜。
- 七星塔
- 小姐楼
- 黄坑沙滩天然浴场

## 语言
全区通行闽南语漳州話。